# Architis tenuis
Architis tenuis är en spindelart som beskrevs av Simon 1898. Architis tenuis ingår i släktet Architis och familjen vårdnätsspindlar. Inga underarter finns listade i Catalogue of Life.